# Berberis argentinensis
Berberis argentinensis är en berberisväxtart som beskrevs av Carl Curt Hosseus. Berberis argentinensis ingår i släktet berberisar, och familjen berberisväxter. Inga underarter finns listade i Catalogue of Life.